# Universidad Shue Yan de Hong Kong

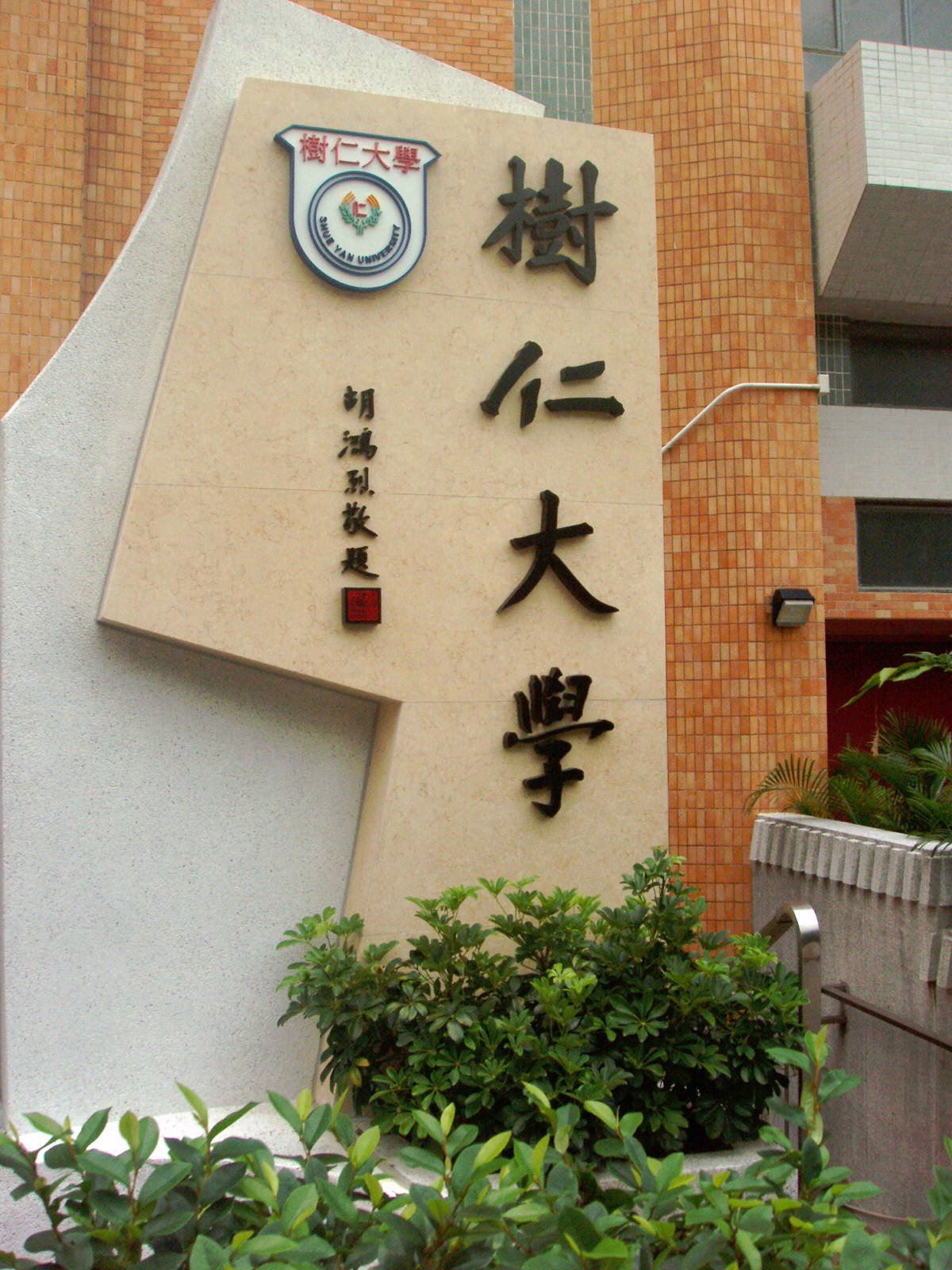
HKSYU

La Universidad Shue Yan de Hong Kong (en inglés: Shue Yan Hong Kong University (HKSYU) (en chino: 香港 树仁 大学), antes: Hong Kong Shue Yan College (en chino: 香港 树仁 学院), es una universidad privada de artes liberales de Hong Kong. 
Fue fundada en 1971. La universidad ofrece programas de 4 años de licenciatura en Hong Kong. HKSYU fue reconocida como la primera universidad privada de Hong Kong por orden del Jefe del Ejecutivo del Consejo el día 19 de diciembre de 2006. El actual rector es el Doctor Chun Chi Yung.

## Historia
Shue Yan de Hong Kong College fue fundado en 1971 por el Dr. Henry HL Hu, entonces Consejero Legislativo, y el Dr. Chung Chi Yung, un destacado educador. Estaban preocupados de que la oferta de educación superior en Hong Kong se hacía a menos del 2% del grupo con la edad correspondiente, y también porque la Revolución Cultural en China socavaría los valores tradicionales chinos. El gobierno de Hong Kong de entonces, interesado en las perspectivas de una escuela independiente y privada de artes liberales, le concedió un terreno en la colina de Braemar para la construcción de una sede permanente.

## Campus
El campus está situado en Syu Braemar Hill en Isla de Hong Kong, y ofrece una vista del puerto de Victoria. La terreno se basa en el campus  concedido por el Gobierno de Hong Kong en 1978, con el primer edificio completado en el año 1985.
- Datos: Q834082
- Multimedia: Hong Kong Shue Yan University / Q834082